# Бэнкс, Пол (Interpol)
По́л Джу́лиан Бэ́нкс  (англ. Paul Julian Banks, 3 мая 1978, Клектон-он-Си, Англия) — американский музыкант британского происхождения, вокалист, автор песен и гитарист группы Interpol, основатель сольного проекта Julian Plenti.

## Ранние годы
Пол родился в городе Клектон-он-Си (Англия), когда ему было три года его семья переехала в Блумфилд-Хиллз (США), а затем в Испанию, где он обучался в американской школе Мадрида. Позже его отец был переведен в Мексику, где Бэнкс окончил среднюю школу в Американском колледже. Он свободно владеет испанским языком (кастильским и мексиканским диалектами).
Учась в седьмом классе Пол Бэнкс увлекся хип-хоп музыкой, позже он успел поработать в качестве хип-хоп диджея, под псевдонимом DJ Fancypants.

## Interpol
Летом 1997 года Пол Бэнкс присоединился к группе Interpol, после того, как в Париже он познакомился с основателем коллектива — Дэниэлем Кесслером. Когда они вновь случайно встретились на улице в Нью-Йорке, Кесслер вспомнил, что Бэнкс был гитаристом, и пригласил его в свою группу.

## Сольный проект
4 августа 2009 года у Бэнкса под псевдонимом Julian Plenti вышел сольный альбом «Julian Plenti is... Skyscraper». Изрядной части его материала было больше десяти лет: Пол Бэнкс приступил к своему собственному творчеству ещё до образования группы Interpol. Первые песни он начал писать в 1996 году, несмотря на то, что воплощение их ограничивалось только малыми выступлениями в разных местах Нью-Йорка. В 2001 году, в разгар деятельности Interpol’а, Бэнкс прекратил давать эти выступления, но сочинять свои песни не перестал. В результате некоторые треки сольника оказались более свежим материалом. «Но все они словно часть моей истории и находились во мне, вроде идей, таких как мелодии, и были придуманы уже очень давно», — объяснял Пол, «Я должен был найти способ высвободить их, и сделать это вне группы».
С 15 августа 2012 Пол Бэнкс прекратил использовать псевдоним Julian Plenti: «Paul ditches the Julian Plenti alter-ego…», — такая новость появилась на официальном сайте группы Interpol. 26 июня 2012 он выпустил EP «Julian Plenti Lives...» с пятью треками. 22 октября 2012 года вышел второй альбом под названием «Banks».

## Дискография

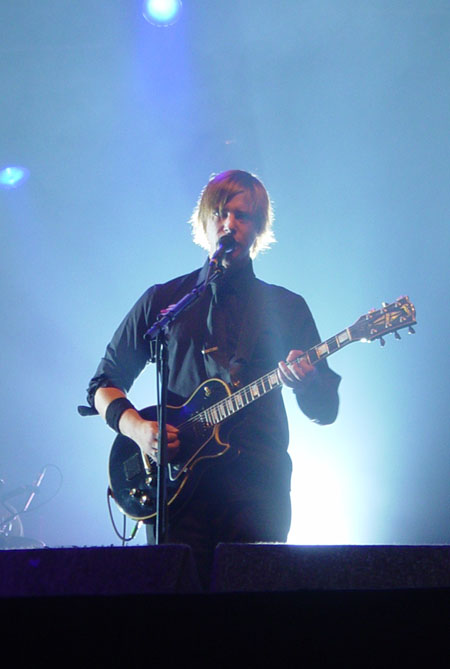
Бэнкс на фестивале в Роскилле в 2005 году

### Julian Plenti
- Julian Plenti is... Skyscraper (2009)

### Paul Banks
- Julian Plenti Lives… (EP, 2012)
- Banks (2012)
- Everybody on My Dick Like They Supposed to Be (Mixtape, 2013)[5]

### Banks & Steelz
- Anything But Words (2016)

### Muzz
- Muzz (2020)

### Interpol
- Turn on the Bright Lights (2002)
- Antics (2004)
- Our Love to Admire (2007)
- Interpol (2010)
- El Pintor (2014)
- Marauder (2018)
- The Other Side Of Make-Believe (2022)